# 김동화 (체조 선수)
김동화(1976년 3월 21일~)는 대한민국의 기계 체조 선수로, 1996년과 2000년, 2004년 하계 올림픽에 참가했다.